# Prumnopitys
Prumnopitys is een geslacht van coniferen behorend tot de familie Podocarpaceae.
De acht erkende soorten van Prumnopitys zijn tweehuizige, groenblijvende bomen die tot 40 m hoog worden. De bladeren zijn gelijkaardig aan die van Taxus: riemvormig, 1-4 cm lang en 2-3 mm breed, met een zachte textuur. Van de kegels zijn één tot vijf schalen vruchtbaar, elk met één enkel zaad dat door vlezig schaalweefsel wordt omringd, lijkend op steenvruchten. Deze besachtige kegelschalen worden gegeten door vogels die de zaden later via hun uitwerpselen verspreiden.
De soorten worden gevonden aan beide kanten van de Stille Oceaan, in oostelijk Australië, Nieuw-Zeeland en Nieuw-Caledonië, en langs de bergen van oostelijk Zuid-Amerika van Chili tot Venezuela en Costa Rica. Deze distributie wijst op de oorsprong van Prumnopitys in de Antarctische flora, die uit de vochtige gematigde flora van de zuidelijke Gondwana, een oud supercontinent evolueerde.
Verscheidene soorten van Prumnopitys worden gewaardeerd voor het hout.
Het geslacht Prumnopitys bestaat uit de volgende soorten:
- Prumnopitys andina - Lleuque
- Prumnopitys exigua
- Prumnopitys ferruginea - Miro
- Prumnopitys ferruginoides
- Prumnopitys harmsiana
- Prumnopitys ladei
- Prumnopitys montana
- Prumnopitys standleyi
- Prumnopitys taxifolia - Matai

- *Prumnopitys andina

Acmopyle · 
Afrocarpus · 
Dacrycarpus · 
Dacrydium · 
Falcatifolium · 
Halocarpus · 
Lagarostrobos · 
Lepidothamnus · 
Manoao · 
Microcachrys · 
Microstrobos · 
Nageia · 
Parasitaxus · 
Podocarpus · 
Prumnopitys · 
Retrophyllum · 
Saxegothaea · 
Sundacarpus